# Шмаков, Алексей Михайлович
Алексей Михайлович Шмаков (род. 18 апреля 1980) — российский футболист, игравший на позиции нападающего.

## Биография
Воспитанник московской СДЮСШОР «Чертаново».
В 1998 году играл за команду второго дивизиона «Титан» Реутов. Следующий год провёл в клубе первого дивизиона «Торпедо»-ЗИЛ Москва, но за главную команду не сыграл ни одного матча. Затем в течение двух сезонов играл во втором дивизионе за «Краснознаменск», после чего перешёл в «Химки», где отыграл сезон-2002 в первом дивизионе. В период с 29 апреля по 5 мая отметился забитыми мячами в двух матчах подряд: оформил «дубль» в гостевой игре с «Факелом-Воронежем» (2:1) и забил один мяч в домашнем матче против красноярского «Металлурга» (2:0).
В 2004 году играл в клубе казахстанской Суперлиги «Шахтёр» Караганда. По ходу сезона в команде произошла смена тренерского штаба, возглавлявший команду российский специалист Алексей Беленков покинул клуб, и Шмаков вернулся в Россию, перебравшись в клуб второго дивизиона «Сатурн» Егорьевск.
В дальнейшем играл за другие российские команды второго дивизиона и первенства ЛФЛ.
В 2015 году был главным тренером клуба «Волгомост», принимавшем участие в первенстве России среди ЛФК, зона «Москва».